# Museu Carmen Thyssen Andorra

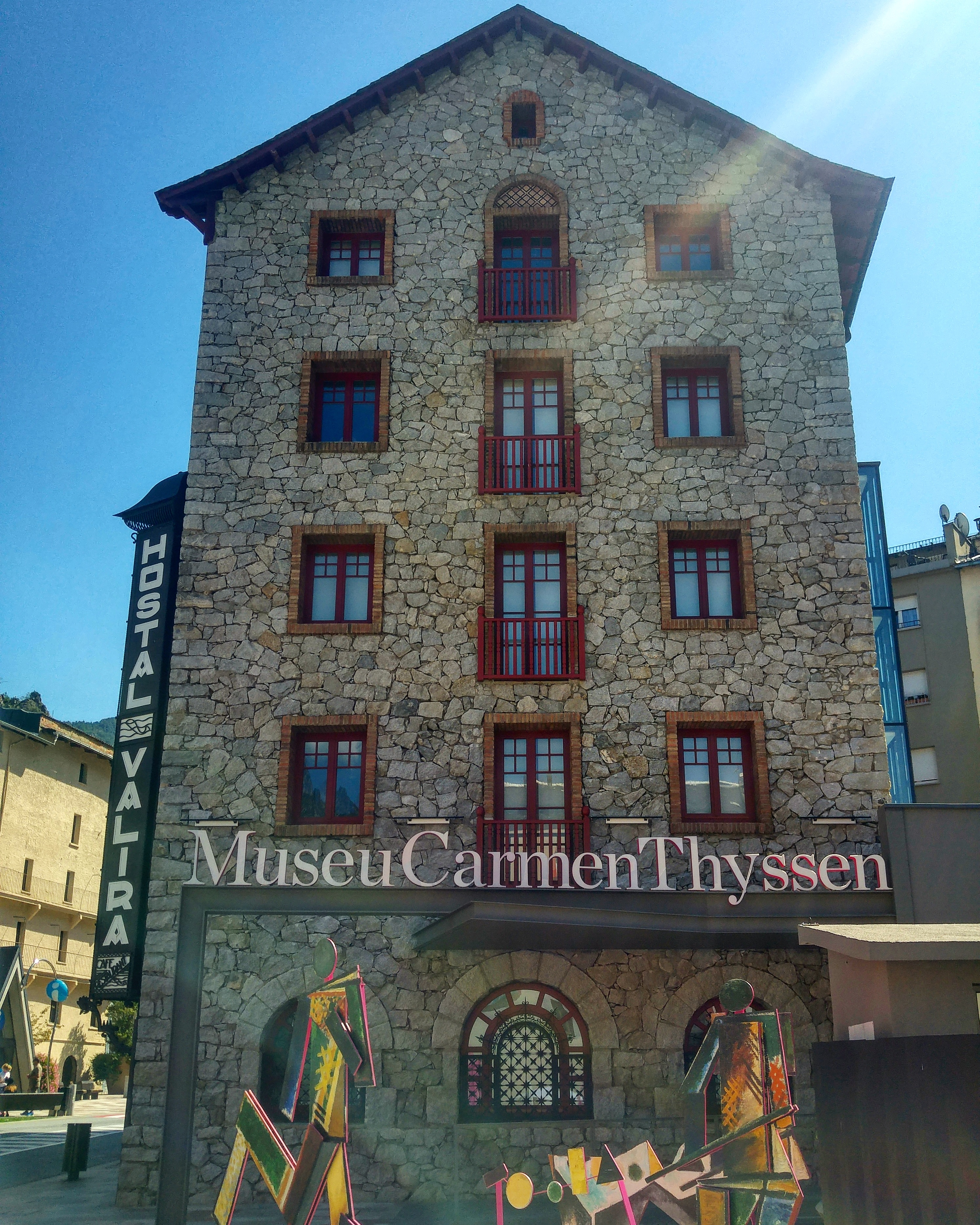
Außenansicht des Museu Carmen Thyssen Andorra

Das Museu Carmen Thyssen Andorra ist ein Kunstmuseum in Andorra. Es befindet sich in Escaldes-Engordany, einer Nachbargemeinde der Hauptstadt Andorra la Vella. Das Museum entstand 2017 auf Initiative der Kunstsammlerin Carmen Thyssen-Bornemisza (auch Carmen Cervera genannt), die zuvor bereits das Museo Carmen Thyssen in Málaga begründet hatte. Das Museum in Andorra zeigt in Wechselausstellungen Teile ihrer umfangreichen Kunstsammlung.

## Gebäude
Das „Museu Carmen Thyssen Andorra“ befindet sich im Erdgeschoss des ehemaligen Hotels Valira. Dieses wurde 1929 von Benediktiner-Mönchen aus dem Kloster Montserrat begründet und nach Plänen des Architekten Josep Puig i Cadafalch errichtet. Nach der Eröffnung 1933 gab es zunächst verschiedene Pächter, bis es 1943 an die Familie Reig verkauft wurde. Diese führte das Hotel weiter und ist bis in die Gegenwart Besitzer des Gebäudes. Das seit 2004 unter Denkmalschutz stehende Haus wurde nach einem Brand im Gebäudeinneren grundlegend modernisiert und ab 2014 in Eigentumswohnungen umgewandelt. Im Erdgeschoss entstanden Ausstellungsräume, die mit einer für museale Zwecke besonderen Sicherheits- und Klimatechnik ausgestattet sind. Das Museum verfügt über eine Fläche von insgesamt 500 m², wovon 250 m² als Galerieräume zur Verfügung stehen.

## Museumsgründung
Die Gründerin des „Museu Carmen Thyssen Andorra“ ist die Spanierin Carmen Thyssen-Bornemisza, deren dritter Ehemann, der Unternehmer und Kunstsammler Hans Heinrich Thyssen-Bornemisza de Kászon, ihr Interesse für Kunst verstärkte. Sie baute bereits zu den Lebzeiten ihres Mannes eine eigene Kunstsammlung auf und erweiterte diese nach seinem Tod durch Zukäufe. Während die Kunstsammlung ihres Mannes bereits 1993 an den spanischen Staat übertragen wurde und seitdem im Museo Thyssen-Bornemisza in Madrid zu sehen ist, befindet sich die Kunstsammlung von Carmen Thyssen-Bornemisza in Privatbesitz und wird an verschiedenen Orten öffentlich ausgestellt. Ein Großteil ihrer Sammlung mit Werken europäischer Künstler vom Mittelalter bis zur Moderne und amerikanischen Künstlern des 19. und 20. Jahrhunderts ist seit 2004 in einem Flügel des Madrider Museo Thyssen-Bornemisza als Dauerausstellung zu sehen. Darüber hinaus stellt sie zahlreiche Gemälde spanischer Maler – überwiegend Werke aus dem 19. Jahrhundert – seit 2011 im Museo Carmen Thyssen in Málaga aus. Zudem gibt es seit 2012 die Ausstellungsfläche „Espai Carmen Thyssen“ im Kloster von Sant Feliu de Guíxols. Hier wurden zunächst Wechselausstellungen mit verschiedenen Schwerpunkten gezeigt. Ab 2020 soll daraus ein Museum für katalanische Malerei entstehen.
Carmen Thyssen-Bornemisza hat einen offiziellen Wohnsitz in Andorra. Steuerliche Gründe sollen hierfür den Ausschlag gegeben haben, wie die Zeitung El Mundo berichtete. Darüber hinaus gab es bereits familiäre Verbindungen nach Andorra, da ihr Neffe Guillermo Cervera dort als Konditor tätig war. Er fand im „Museu Carmen Thyssen Andorra“ eine neue Betätigung und wurde künstlerischer Leiter des Museums.
Betrieben wird das Museum von der gemeinnützigen Stiftung Fundació Museu Andorra (MUSEAND). Dem Kuratorium der Stiftung gehören folgende Personen an: Olga Gelabert, Präsidentin der Stiftung und Ministerin für Kultur, Jugend und Sport von Andorra; Carmen Thyssen-Bornemisza, Vizepräsidentin der Stiftung und Museumsgründerin; Borja Thyssen-Bornemisza, Vizepräsident der Stiftung und Sohn von Carmen Thyssen-Bornemisza; Guillermo Cervera, Künstlerischer Leiter des Museums; Pep Farràs, Geschäftsführer der Stiftung; Jordi Bech, Sekretär der Stiftung. Die Mietkosten für das Museum werden von der Gemeinde Escaldes-Engordany getragen, während das Kultusministerium von Andorra die Umbaukosten finanzierte und den laufenden Betrieb mit jährlich 300.000 Euro unterstützt.

## Ausstellungen

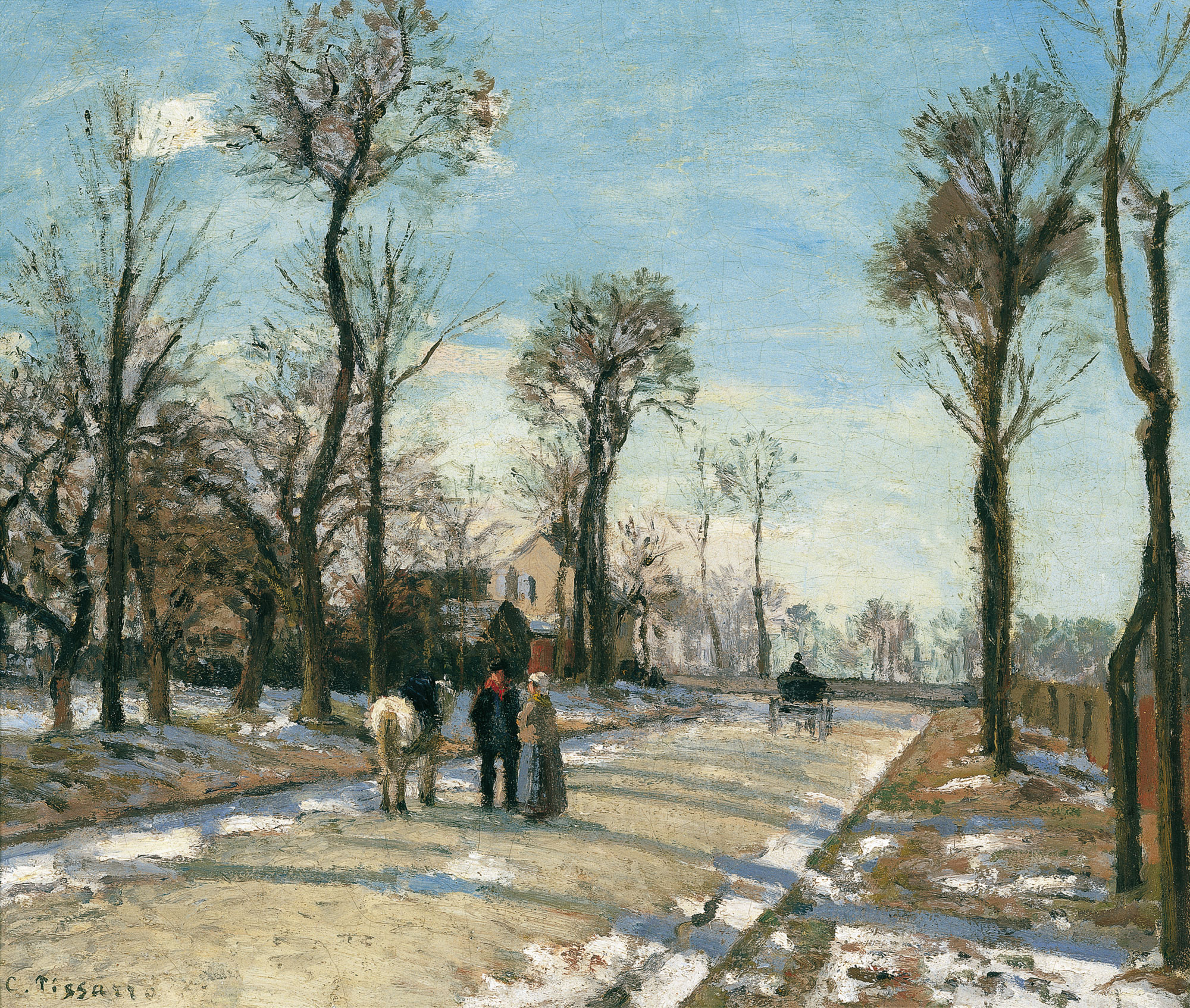
Camille Pissarro: Straße nach Versailles, Louveciennes, Wintersonne und Schnee, gezeigt in der Ausstellung Allées et venues

Die erste Ausstellung des Museums dauerte vom 16. März 2017 bis 14. Januar 2018. Unter dem Titel Escenaris. De Monet a Estes. De Trouville a Nueva York waren 26 Gemälde des 19. und 20. Jahrhunderts zu sehen. Darunter waren Werke von Künstlern wie Henri Matisse, Claude Monet, Paul Gauguin, Ernst Ludwig Kirchner, Alfred Sisley, Paul Signac, Max Beckmann, Joaquín Torres García, Richard Estes, Ramon Casas i Carbó, Joaquim Mir und Hermenegildo Anglada Camarasa.
Im ersten Ausstellungsjahr verzeichnete das Museum 20.000 Besucher.
In der zweiten Ausstellung, die am 16. Februar 2018 eröffnete und die bis zum 10. September 2018 lief, waren Landschaftsbilder aus vier Jahrhunderten unter dem Titel Allées et venues zu sehen. Hier gehörten Santiago Rusiñol, Alexandre de Cabanyes i Marquès, Emil Nolde, Alfred Sisley, Erich Heckel, Camille Pissarro und Paul Gauguin zu den ausgestellten Künstlern.
Die dritte Ausstellung mit dem Titel Femina Feminae. Les Muses i la Col·leccionista. De Piazzetta a Delaunay fand vom 10. Oktober 2018 bis zum 10. September 2019 statt. Gezeigte wurden Frauenbildnisse aus rund drei Jahrhunderten Kunstgeschichte. Zu sehen waren Werke verschiedenster Stilrichtungen von Künstlern wie Robert Delaunay, Berthe Morisot, Richard Lindner, Winslow Homer, Diego Rivera und Tom Wesselmann.
Vom 6. Oktober 2019 bis 10. Januar 2021 zeigte die vierte Ausstellung, Influencers en l’Art. De Van Goyen al Pop Art, Werke vom 17. Jahrhundert bis zur Gegenwart, in denen der Einfluss von Malern und Bildhauern auf nachfolgende Künstler aufgezeigt wird. Die ausgestellten 24 Gemälde und drei Skulpturen stammten von Künstlern wie Jan van Goyen, Claude Monet, Auguste Rodin, Antonio Saura, Andy Warhol und Georg Tappert.
Am 12. Februar 2021 begann die Ausstellung Talents amb Denominació d’Origen. De Rigalt a Puigdengolas, in der das Museum Werke von katalanischen Künstlern aus der Sammlung der Bank Crèdit Andorrà und aus der Sammlung von Carmen Thyssen zeigt. Hierzu gehören Arbeiten von Hermenegildo Anglada Camarasa, Laureà Barrau, Joan Cardona i Lladós, Ramon Casas i Carbó, Rafael Durancamps i Folguera, Baldomer Galofre i Giménez, Enric Galwey i Garcia, Lluís Graner i Arrufí, Ramon Martí i Alsina, Josep Masriera, Eliseu Meifrèn i Roig, Benet Mercadé i Fàbrega, Joaquim Mir, Isidre Nonell, Ricard Opisso Sala, Josep Puigdengolas Barella, Lluís Rigalt i Farriols , Joan Roig Soler, Antoni Ros y Güell, Santiago Rusiñol, Joaquim Terruella Matilla, Modest Urgell und Joaquim Vayreda i Vila.